# Парніта

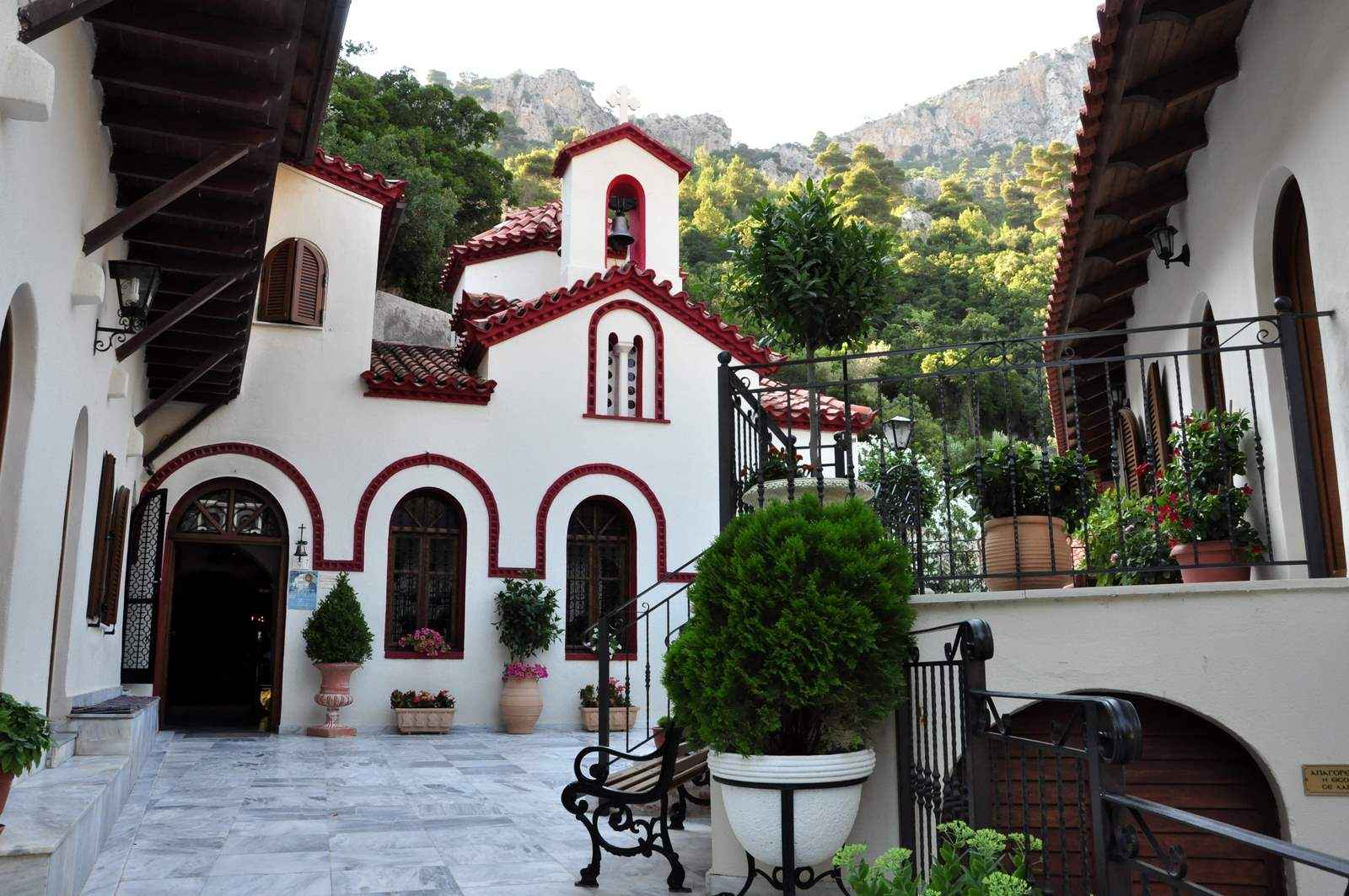
Monastyr Moni Kleiston, on the south slopes of Parnitha, the chappel of Our Lady is from 1204

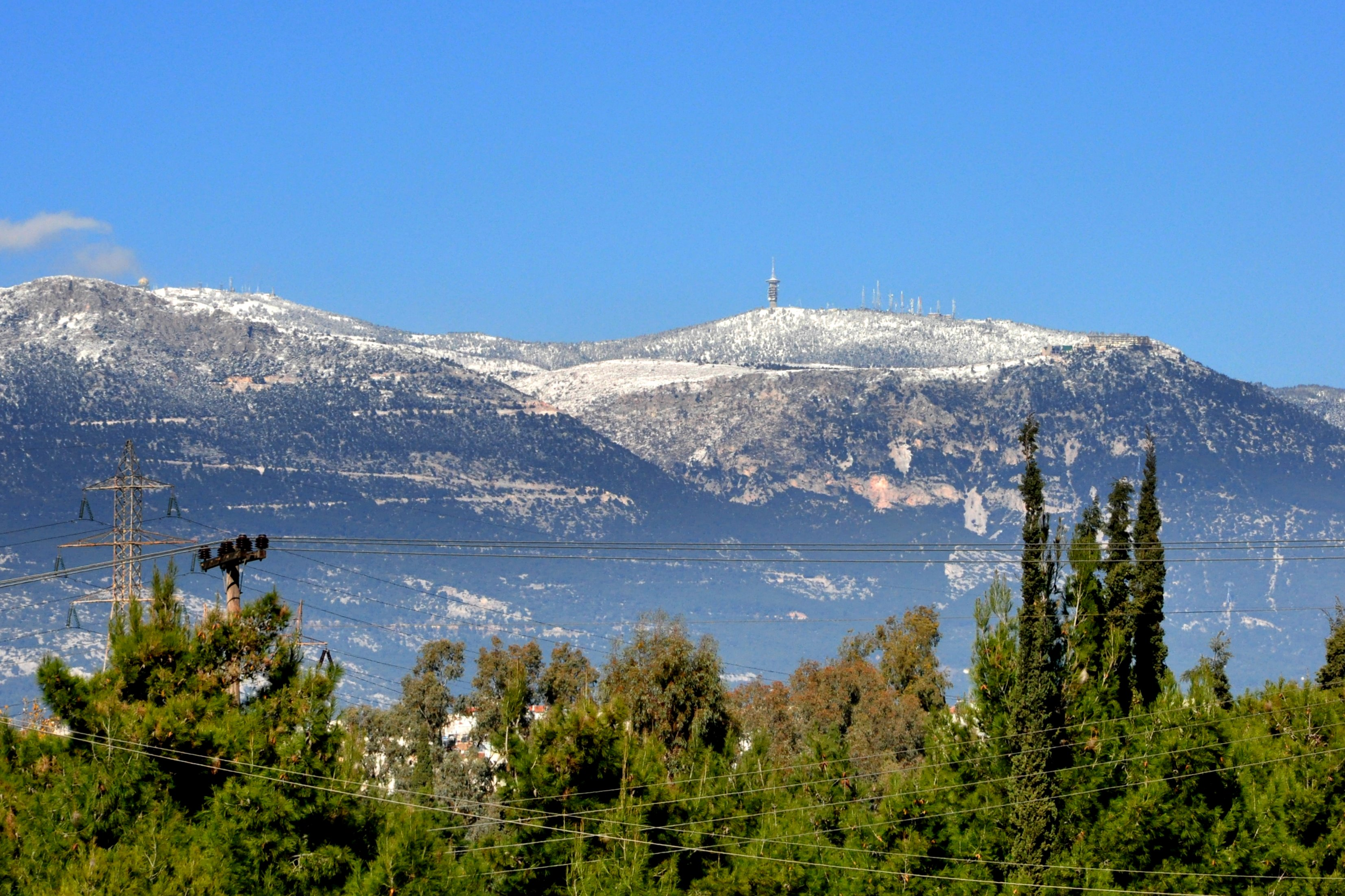
Parnitha, with some snow, as seen from Nea Filadelfia, the part of (Greater Athens)

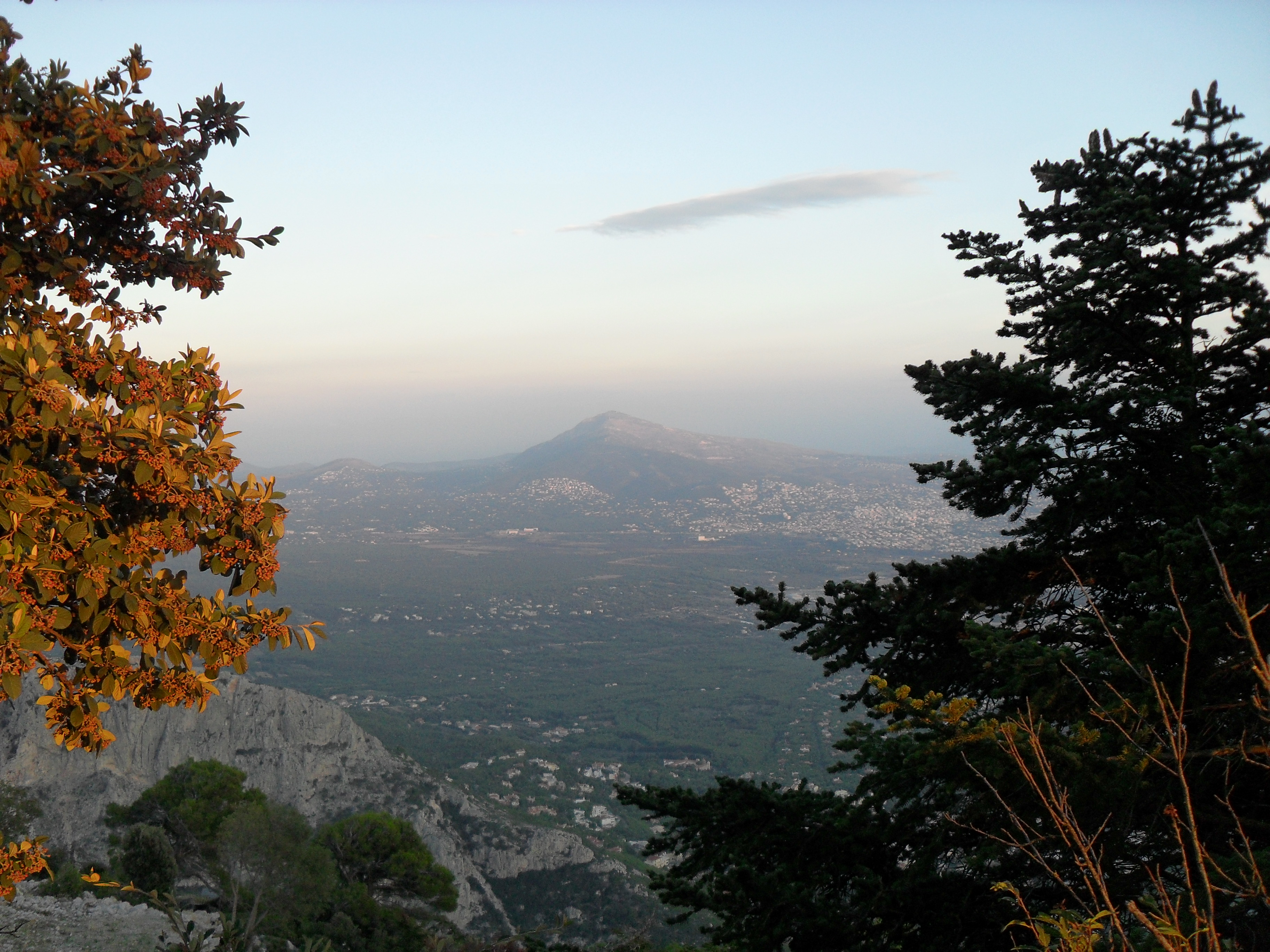
The view from the point Mont Parnes (after a walk with a cable car), in the distance the Penteli mountain, down there the Trakomakedones — the suburb of Athens.

Па́рніта (грец. Πάρνηθα) — гірський хребет на північ від Афін, найвищий в Аттиці, висотою 1413 м. Більша частина хребту вкрита густими лісами і з 1961 року має статус національного парку.

## Вершини
- найвищий пік (1413 м) має назву Каравола (грец. Καραβόλα), розташована на відстані 18 км на північ від Архей та 30 км на північ від Афін, агальна площа Караволи сягає 250 км².
- Орніо (1350 м)
- Мавровуні (1179 м)
- Авго (1150 м),
- Ксеровуні (1120 м).